# Louis-Albert-Pierre Robert de Saint-Vincent
Louis-Albert-Pierre Robert de Saint-Vincent, francoski general, * 1882, † 1954.